# Ostatnia klątwa
Ostatnia klątwa (ang. Hideaways) – irlandzko-francusko-szwedzki thriller fantasy z 2011 roku w reżyserii Agnès Merlet. Wyprodukowany został przez francuskie studio Wild Bunch. Zdjęcia kręcono w Dublinie oraz hrabstwach Wicklow i Meath.
Premiera filmu miała miejsce 21 kwietnia 2011 roku podczas Festiwalu Filmowego w Tribece.

## Opis fabuły
James (Harry Treadaway) wychowuje się bez matki. Odkrywa w sobie niezwykły dar. Nieświadomy jego siły przyczynia się do śmierci ojca i babci. Zszokowany przez kilka lat ukrywa się w lesie. Spotyka jednak Mae (Rachel Hurd-Wood), w której się zakochuje. Dzięki miłości poznaje ważną prawdę na temat swojej mocy.

## Obsada
- Rachel Hurd-Wood jako Mae-West O'Mara
- Harry Treadaway jako James Furlong
- James Wilson jako dziesięcioletni James Furlong
- Thomas Sangster jako Liam
- Susan Lynch jako pani O'Mara
- Stuart Graham jako sierżant
- Aaron Monaghan Philip Furlong
- Diarmuid O'Dwyer jako jedenastoletni Liam
- Craig Connolly jako Kevin
- Calem Martin jako Stephen
- Chris Johnston jako Bully

i inni